# Немчинов, Геннадий Андреевич
Генна́дий Андре́евич Немчи́нов (31 августа 1935, посёлок Селижарово Калининской области — 10 сентября 2010, Тверь) — русский писатель, прозаик.

## Биография
Родился 31 августа 1935 года в посёлке Селижарово Калининской области (ныне вновь — Тверская область). Во время войны — Кувшиновский район родной области, барачный посёлок лесозаготовителей на реке Цна. В 1953 году окончил среднюю школу в Селижарове. В 1957 году окончил Ленинградский государственный библиотечный институт.
Первые рассказы напечатал в 1958 году в газете «Верхневолжская правда». Первая книжка рассказов, «На окраине Песочинска», вышла в 1969 году. Произведения печатались в журналах «Кодры» (Кишинёв), «Москва», «Наш современник», «Горизонт».
В 1971—2007 годах вышли книги «Лесной коридор», «Берега тихих рек», «Однокашники», « В конце века», «Времена жизни», «Когда мы были вместе», «Страсти и искушения», «Пролет теней» и другие, а также трехтомник сочинений. В 1972 году принят в Союз писателей СССР. С 1977 года — профессиональный литератор. Последние годы жизни провёл в Твери.